# Элмер, Адольф Дэниел Эдвард
Адольф Дэниел Эдвард Элмер (англ. Adolph Daniel Edward Elmer; 1870—1942) — американский ботаник и птеридолог.

## Биография
Адольф Элмер родился в 1870 году в штате Висконсин в США.
Учился в Сельскохозяйственной колледже штата Вашингтон. В 1903 году получил степень магистра в Стэнфордском университете. C 1904 по 1927 путешествовал по Филиппинам, Новой Гвинее, Борнео и США.
Элмер был главным редактором книги Leaflets of Philippine Botany, в которой опубликованы описания свыше 1500 ранее неизвестных видов растений.
Элмер умер 17 апреля 1942 года в городе Манила.

## Роды растений и грибов, названные в честь Элмера
- Elmera Rydb., 1905
- Elmeria Ridl., 1909 (=Alpinia)
- Elmerina Bres., 1912
- Elmerinula Syd. 1934
- Elmeriobryum Broth., 1925
- Elmerococcum Theiss. & Syd., 1915 (=Plowrightia)